# Choctaw (Luizjana)
Choctaw – jednostka osadnicza w Stanach Zjednoczonych, w stanie Luizjana, w parafii Lafourche.